# Georg Daniel Auberlen

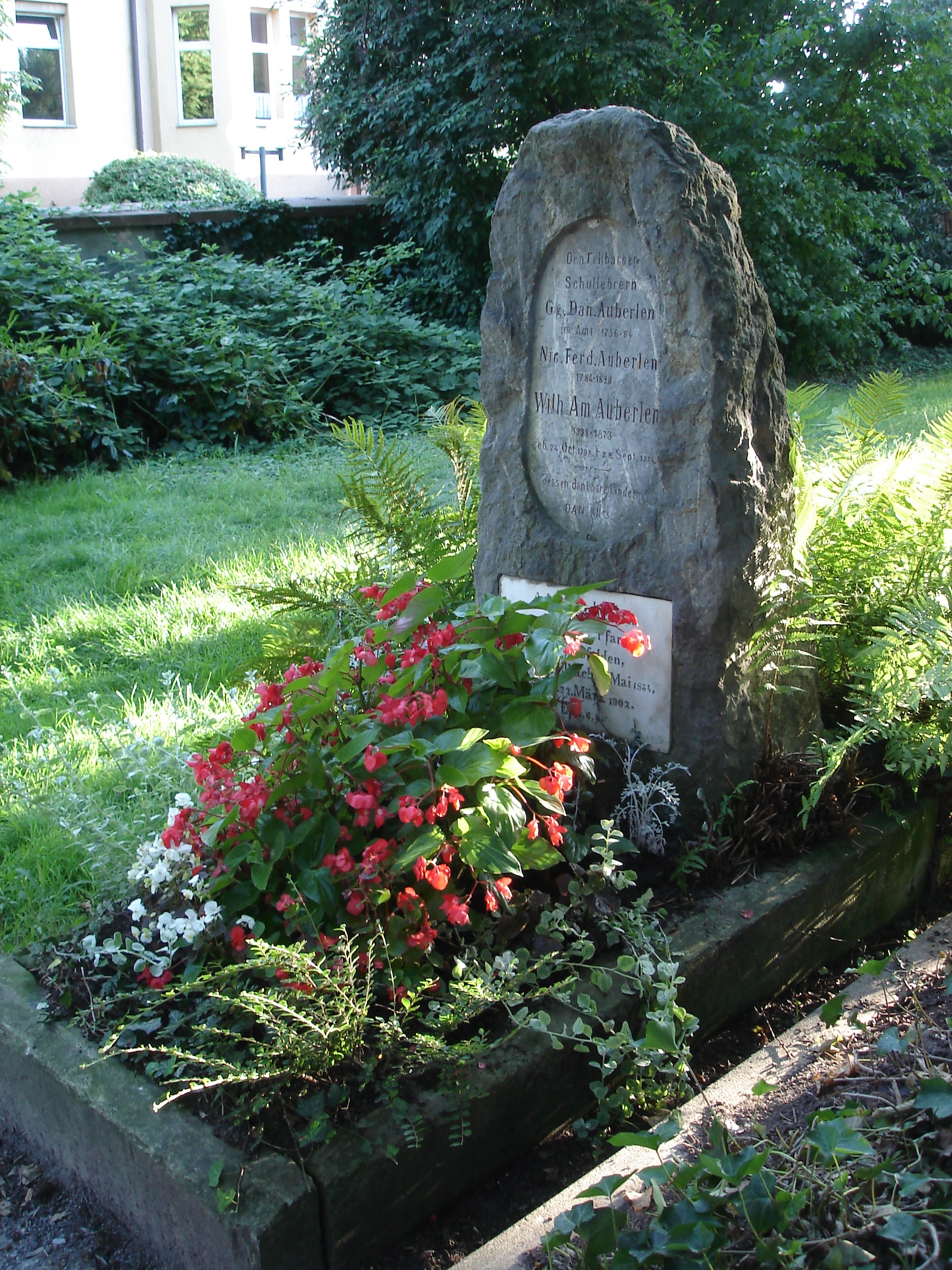
Grab auf dem Alten Friedhof in Fellbach

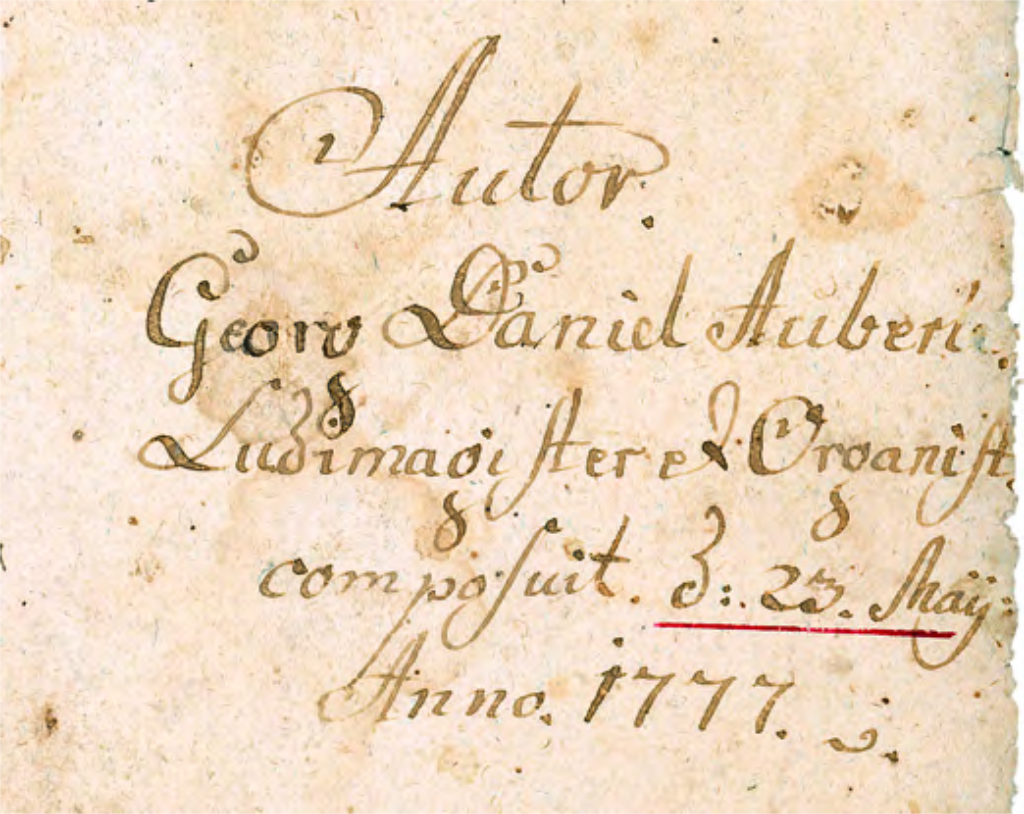
Schrift von Georg Daniel Auberlen

Georg Daniel Auberlen (* 15. August 1728 in Endersbach; † 1. Juli 1784 in Fellbach) war ein württembergischer Musiker und Komponist.
Auberlen, zunächst Lehrer an einer Mädchenschule in Markgröningen, war seit 1756 Schulmeister in Fellbach. Daneben war er im Kirchendienst als Messner tätig. Er spielte Orgel, Klavier und Violine und komponierte Kantaten, Motetten und Lieder, die sonn- und feiertags in der Fellbacher Kirche aufgeführt wurden. Daneben gründete er in Fellbach eine private Musikhochschule für begabte Schüler und bildete dort angehende junge Lehrer aus. Einer seiner begabtesten Schüler war sein Neffe und späterer Schwiegersohn Nikolaus Ferdinand Auberlen, der 1784 sein Nachfolger wurde. 
Mit 55 Kantaten war er der erste aus der Familie Auberlen, der durch seine musikalische Begabung bekannt wurde. Gemeinsam mit anderen Mitgliedern seiner Familie ist er einer der Namensgeber für die heutige Auberlen-Realschule in Fellbach. Sein musikalischer Nachlass wird in der Württembergischen Landesbibliothek in Stuttgart aufbewahrt. Sein Sohn war der Musiker und Liedkomponist Samuel Gottlob Auberlen.